# Skeppsråttan
Skeppsråttan utkom 2009 och är  Stefan Anderssons andra historiska konceptalbum. Plattan handlar om Göteborg under 1600- till 1800-talet. Han beskriver bland annat Svenska Ostindiska Companiet.

## Inspelning
Albumet är producerat av Stefan Andersson och är inspelat på Skansen Kronan i Göteborg av Roger Krieg.

## Mottagande
I Göteborgs-Posten skrev Johan Lindqvist: "Jag värms av [Anderssons] uppenbara engagemang som blir tydligt i den genomarbetade mini-boken som följer med[.] Det är fint spelat också och när Stefan träffar rätt som i bödel-berättelsen Repet som brast blir det riktigt bra. Minus dock för en något högtravande känsla som kan bli lite påfrestande ibland." Per-Roger Carlsson skrev i Sundsvalls Tidning: "Det är en fantastisk kulturgärning han gör, Stefan Andersson. Här tar han åter musiken till hjälp för att ge oss bilder av hur människor levde förr. ... Den här gången hämtar Andersson kraft ur den historia han vuxit upp med och figurerna får liv genom starka melodier med tydliga rötter i svensk viskonst."

## Låtlista
1. Visan om Caspar Mattson
2. Det är nå't som bor i min kropp
3. Svenska liljor
4. Repet som brast
5. Vinthunden
6. Lågornas rov
7. Juvelen i kronan
8. Skeppsråttan
9. Visan om Metta Fock
10. Ett slödder som jag
11. Amen
12. Kalmar nyckel
13. Här skall staden ligga
14. Hönsafesten

## Medverkande
- Stefan Andersson Sång och gitarr
- Magnus "Moffa" Thörnqvist Gitarr
- Sebastian Hankers Bas
- Janne Bjerger Trumpet
- Lennart Grahn Trumpet
- Robert Svensson Trombon
- Niclas Ryhd Bastuba
- Eva Störholt Valthorn
- Hans-Christian Green Slagverk
- Johanna Rasmussen Sång

## Listplaceringar
| Lista (2009) | Topplacering |
| ------------ | ------------ |
| Sverige      | 18           |